# Inna
Elena Alexandra Apostoleanu, bedre kendt som Inna (født 16. oktober 1986) er en rumænsk pop-sangerinde. Hun debuterede i 2008 med albummet ”Hot”, som er produceret af Play & Win. I august 2010 udgav Inna sangen "Sun Is Up". Den er instrueret af Alex Herron, som tidligere har arbejdet med Taio Cruz, Ke$ha, Drake og Basshunter. Derudover har Inna slået igennem med numre, såsom "Déjà-Vu" og "Amazing".